# Tupamaros München
Die Tupamaros München (TM) waren eine linksradikale Terrorgruppe, die in der Bundesrepublik mit Gewalt gegen den Staat vorging. Zwischen Herbst 1969 und Sommer 1971 verübten sie in München eine Serie kleinerer Brand- und Sprengstoffanschläge, u. a. auf die Universität München, das Amtsgericht in der Maxburg und auf Polizeieinrichtungen, sowie einen Bankraub.

## Geschichte
Die Tupamaros München (TM) entlehnten ihren Namen direkt den Tupamaros in Uruguay, die von 1963 bis in die 1970er Jahre in Uruguay im Untergrund aktiv waren. Zur gleichen Zeit gab es auch die Tupamaros West-Berlin (TW). Zwischen beiden deutschen Gruppen bestanden persönliche Kontakte und zahlreiche ideologische Gemeinsamkeiten. Die TM entwickelten sich aus wachsenden Konfrontationen zwischen Teilnehmern der linken Protestbewegung Ende der 1960er Jahre und dem staatlichen Sicherheitsapparat aus Polizei und Justiz – wobei letztere zu den bevorzugten Anschlagszielen der TM wurden.
Der erste den TM zugeschriebene Brandanschlag erfolgte im Februar 1970 auf die Wohnung des Amtsrichters, der einen Monat zuvor den SDS-Aktivisten Günter Maschke wegen Fahnenflucht zu sieben Monaten Gefängnis verurteilt hatte. Es entstand geringer Sachschaden, Personen wurden nicht verletzt. Drei Tage zuvor war bei der Nachrichtenagentur DPA ein mit „TM“ unterschriebener Drohbrief eingegangen, in dem Maschkes Freiheit gefordert und Brandsätze in den Münchner Justizgebäuden angekündigt wurden.
Im Gegensatz zu anderen linksextremistischen Gruppen hinterließen die Tupamaros München kaum zeitgenössische Textdokumente oder spätere Erfahrungsberichte, die als Basis für die historische Rekonstruktion der Gruppe dienen könnten. Zu einzelnen Aktionen gab es knappe Bekennerschreiben, nach dem tödlichen Brandanschlag auf das jüdische Altenheim in München 1970, bei dem die TM als Täter in Verdacht gerieten, eine entschiedene Distanzierung. Ein Gründungs- oder Auflösungsmanifest der Gruppe existiert nicht.

## Kontroverse um geschichtswissenschaftliche Aufarbeitung
Wolfgang Kraushaar konstruiert seit 2013 Spekulationen, dass der führende Kopf der bayerischen Gruppe Fritz Teufel gewesen sei, und dass der Anschlag auf das jüdische Altenheim eine Tat war, die aus einem Netzwerk von Linksradikalen und völkisch-arabischen Nationalisten heraus geplant und verübt worden sei. Willi Winkler kritisiert die umfangreichen Ausführungen Kraushaars als Ansammlung von „Unterstellungen und Behauptungen“.